# Beaconsfield (Iowa)
Beaconsfield és una població dels Estats Units a l'estat d'Iowa. Segons el cens del 2000 tenia 11 habitants.

## Demografia
Segons el cens del 2000, Beaconsfield tenia 11 habitants, 7 habitatges, i 3 famílies. La densitat de població era de 5,9 habitants per km².
Dels 7 habitatges en un 0% hi vivien nens de menys de 18 anys, en un 57,1% hi vivien parelles casades, en un 0% dones solteres, i en un 42,9% no eren unitats familiars. En el 42,9% dels habitatges hi vivien persones soles el 42,9% de les quals corresponia a persones de 65 anys o més que vivien soles. El nombre mitjà de persones vivint en cada habitatge era d'1,57 i el nombre mitjà de persones que vivien en cada família era de 2.
Per edats la població es repartia de la següent manera: un 0% tenia menys de 18 anys, un 0% entre 18 i 24, un 0% entre 25 i 44, un 9,1% de 45 a 60 i un 90,9% 65 anys o més.
L'edat mediana era de 70 anys. Per cada 100 dones de 18 o més anys hi havia 57,1 homes.
La renda mediana per habitatge era de 10.833 $ i la renda mediana per família d'11.667 $. Els homes tenien una renda mediana de 0 $ mentre que les dones 0 $. La renda per capita de la població era de 5.990 $. Cap de les famílies i el 20% de la població estaven per davall del llindar de pobresa.

## Poblacions més properes
El següent diagrama mostra les poblacions més properes.